# Chang Zheng 2D

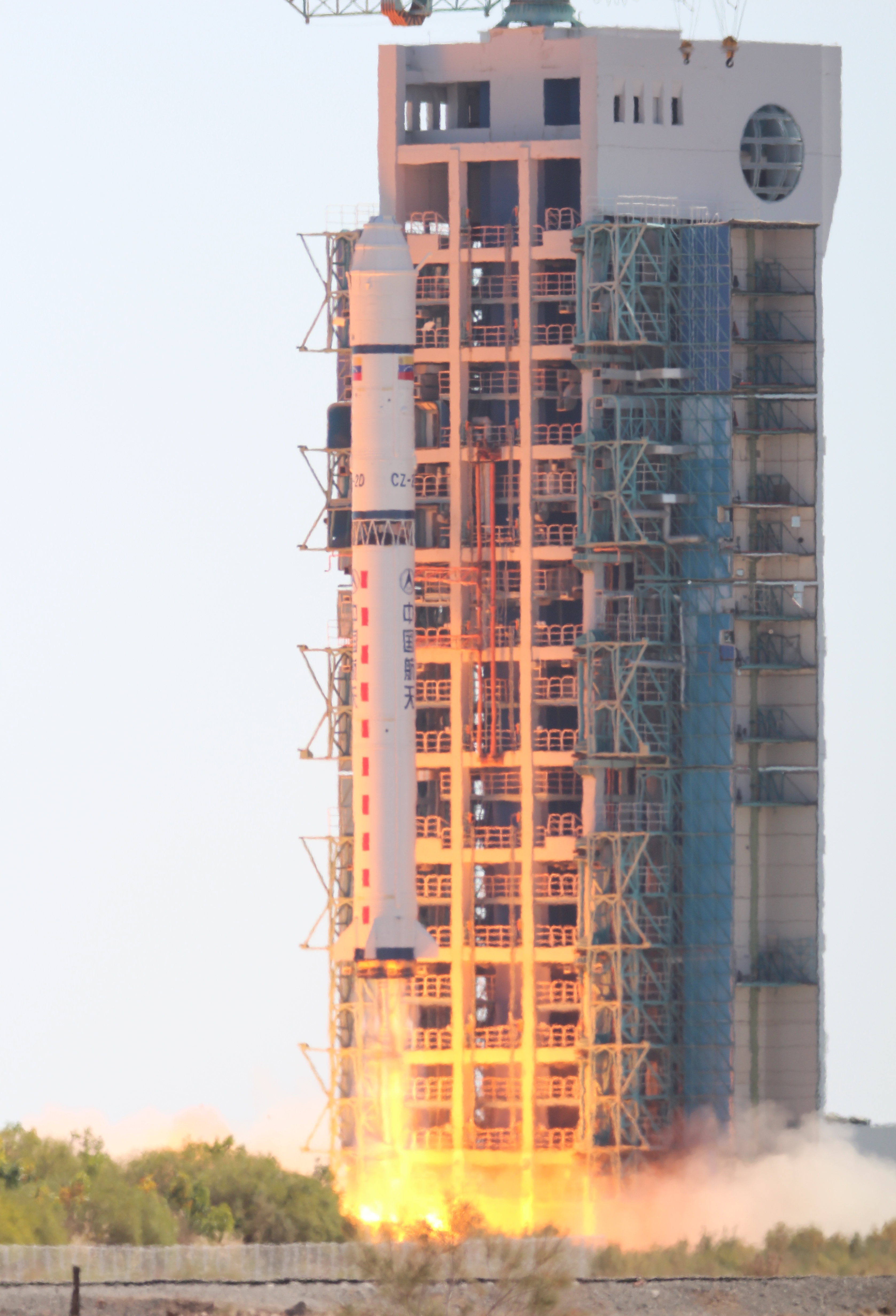
Start rakiety Chang Zheng 2D z satelitą Miranda VRSS-1 (29 września 2012)

Chang Zheng 2D (chin. trad.: 長征系列運載火箭; chin. upr.: 长征系列运载火箭; pinyin: Chángzhēng xìliè yùnzài huǒjiàn; pol. Długi marsz) – chińska dwustopniowa rakieta nośna, oparta na dwóch pierwszych członach rakiety Długi Marsz 4. Oba człony wykorzystują dwuskładnikowe przechowywalne ciekłe mieszanki paliwowe: tetratlenek diazotu i UDMH. Rakieta może zostać wyposażona w dwa rodzaje osłon balistycznych ładunku:
- A – wąską – śr. 290 cm
- B – szeroką – śr. 335 cm

## Chronologia lotów
1. 9 sierpnia 1992, 08:00 GMT; s/n Y1 (27); miejsce startu: kosmodrom Jiuquan (LA2B), Chiny
Ładunek: FSW-2 1; Uwagi: start udany
2. 3 lipca 1994, 08:00 GMT; s/n Y2 (33); miejsce startu: kosmodrom Jiuquan (LA2B), Chiny
Ładunek: FSW-2 2; Uwagi: start udany
3. 20 października 1996, 07:20 GMT; s/n Y3 (43); miejsce startu: kosmodrom Jiuquan (LA2B), Chiny
Ładunek: FSW-2 3; Uwagi: start udany
4. 2 listopada 2003, 07:20 GMT; s/n Y4 (73); miejsce startu: kosmodrom Jiuquan (SLS-2 wyrzutnia 603), Chiny
Ładunek: FSW-3 1; Uwagi: start udany
5. 27 września 2004, 08:00 GMT; s/n Y5 (80); miejsce startu: kosmodrom Jiuquan (SLS-2 wyrzutnia 603), Chiny
Ładunek: FSW-3 3; Uwagi: start udany
6. 5 lipca 2005, 22:40 GMT; s/n Y6 (85); miejsce startu: kosmodrom Jiuquan (SLS-2 wyrzutnia 603), Chiny
Ładunek: Shi Jian 7; Uwagi: start udany
7. 29 sierpnia 2005, 08:45 GMT; s/n Y7 (87); miejsce startu: kosmodrom Jiuquan (SLS-2 wyrzutnia 603), Chiny
Ładunek: FSW-3 5; Uwagi: start udany
8. 25 maja 2007, 07:12 GMT; s/n Y8 (99); miejsce startu: kosmodrom Jiuquan (SLS-2 wyrzutnia 603), Chiny
Ładunek: Yaogan 2, Zheda Pixing 1; Uwagi: start udany
9. 5 listopada 2008, 00:15 GMT; s/n Y12 (112); miejsce startu: kosmodrom Jiuquan (SLS-2 wyrzutnia 603), Chiny
Ładunek: Chuangxin-1-02, Shiyan Weixing 3; Uwagi: start udany
10. 1 grudnia 2008, 04:42 GMT; s/n Y9 (113); miejsce startu: kosmodrom Jiuquan (SLS-2 wyrzutnia 603), Chiny
Ładunek: Yaogan 4; Uwagi: start udany
11. 9 grudnia 2009, 08:42 GMT; s/n Y10 (120); miejsce startu: kosmodrom Jiuquan (SLS-2 wyrzutnia 603), Chiny
Ładunek: Yaogan 7; Uwagi: start udany
12. 15 czerwca 2010, 01:39 GMT; s/n Y15 (125); miejsce startu: kosmodrom Jiuquan (SLS-2 wyrzutnia 603), Chiny
Ładunek: SJ-12; Uwagi: start udany
13. 24 sierpnia 2010, 07:10 GMT; s/n Y14; miejsce startu: kosmodrom Jiuquan (SLS-2 wyrzutnia 603), Chiny
Ładunek: Tianhui-1 Weixing; Uwagi: start udany
14. 22 września 2010, 02:42 GMT; s/n Y11; miejsce startu: kosmodrom Jiuquan (SLS-2 wyrzutnia 603), Chiny
Ładunek: Yaogan 11, Zheda Pixing 1B, Zheda Pixing 1C; Uwagi: start udany
15. 20 listopada 2011, 00:15 GMT; s/n Y19; miejsce startu: kosmodrom Jiuquan (SLS-2 wyrzutnia 603), Chiny
Ładunek: Chuangxin 1-03, Shiyan Weixing 4; Uwagi: start udany
16. 6 maja 2012, 07:10 GMT; s/n Y17; miejsce startu: kosmodrom Jiuquan (SLS-2 wyrzutnia 603), Chiny
Ładunek: Tianhui 1-02; Uwagi: start udany
17. 29 września 2012, 04:12 GMT; s/n Y16; miejsce startu: kosmodrom Jiuquan (SLS-2 wyrzutnia 603), Chiny
Ładunek: Miranda VRSS-1; Uwagi: start udany
18. 18 grudnia 2012, 16:13 GMT; s/n Y22; miejsce startu: kosmodrom Jiuquan (SLS-2 wyrzutnia 603?), Chiny
Ładunek: Gokturk 2; Uwagi: start udany
19. 26 kwietnia 2013, 04:13 GMT; s/n Y18; miejsce startu: kosmodrom Jiuquan (SLS-2 wyrzutnia 603?), Chiny
Ładunek: Gaofen 1, NEE-01 Pegaso, Turksat-3USAT, CubeBug-1; Uwagi: start udany
20. 25 listopada 2013, 02:12 GMT; s/n Y23; miejsce startu: kosmodrom Jiuquan (SLS-2 wyrzutnia 603), Chiny
Ładunek: Shiyan Weixing 5; Uwagi: start udany
21. 4 września 2014, 00:15 GMT; s/n Y25; miejsce startu: kosmodrom Jiuquan (SLS-2 wyrzutnia 603), Chiny
Ładunek: Chuangxin 1-04, Ling Qiao; Uwagi: start udany
22. 20 listopada 2014, 07:12 GMT; s/n Y24; miejsce startu: kosmodrom Jiuquan (SLS-2 wyrzutnia 603?), Chiny
Ładunek: Yaogan 24; Uwagi: start udany
23. 14 września 2015, 04:42 GMT; s/n Y21; miejsce startu: kosmodrom Jiuquan (SLS-2 wyrzutnia 603), Chiny
Ładunek: Gaofen 9; Uwagi: start udany
24. 7 października 2015, 04:42 GMT; s/n Y37; miejsce startu: kosmodrom Jiuquan (SLS-2 wyrzutnia 603), Chiny
Ładunek: Jilin-1 Optical A, Jilin-1 Video 1, Jilin-1 Video 2, Jilin-1 Tech Demo; Uwagi: start udany
25. 26 października 2015, 07:10 GMT; s/n Y26; miejsce startu: kosmodrom Jiuquan (SLS-2 wyrzutnia 603), Chiny
Ładunek: Tianhui 1-03; Uwagi: start udany
26. 17 grudnia 2015, 00:12 GMT; s/n Y31; miejsce startu: kosmodrom Jiuquan (SLS-2 wyrzutnia 603), Chiny
Ładunek: Wukong; Uwagi: start udany
27. 5 kwietnia 2016, 17:38 GMT; s/n Y36; miejsce startu: kosmodrom Jiuquan (SLS-2 wyrzutnia 603), Chiny
Ładunek: Shi Jian 10 RV, Shi Jian 10; Uwagi: start udany
28. 15 maja 2016, 02:43 GMT; s/n Y27; miejsce startu: kosmodrom Jiuquan (SLS-2 wyrzutnia 603), Chiny
Ładunek: Yaogan Weixing 30; Uwagi: start udany
29. 15 sierpnia 2016, 17:40:04 GMT; s/n Y32; miejsce startu: kosmodrom Jiuquan (SLS-2 wyrzutnia 603), Chiny
Ładunek: QUESS, 3Cat-2, Lixing 1; Uwagi: start udany
30. 11 listopada 2016, 23:14 GMT; s/n Y34; miejsce startu: kosmodrom Jiuquan (SLS-2 wyrzutnia 603), Chiny
Ładunek: Yunhai-1-01; Uwagi: start udany
31. 21 grudnia 2016, 19:22:04 GMT; s/n Y33; miejsce startu: kosmodrom Jiuquan (SLS-2 wyrzutnia 603), Chiny
Ładunek: TanSat, Chao fenbianlu duoguangpu, SPARK-01, SPARK-02; Uwagi: start udany
32. 28 grudnia 2016, 03:23 GMT; s/n ?; miejsce startu: Centrum Startowe Satelitów Taiyuan (LC9), Chiny
Ładunek: SuperView-1 01, SuperView-1 02, BY70-1; Uwagi: start częściowo udany – satelity zostały umieszczone na nieprawidłowej orbicie[1]
33. 9 października 2017, 04:13 GMT; s/n ?; miejsce startów: kosmodrom Jiuquan (SLS-2 wyrzutnia 603), Chiny
Ładunek: VRSS-2; Uwagi: start udany